# Digitaria adamaouensis
Digitaria adamaouensis är en gräsart som beskrevs av Zon. Digitaria adamaouensis ingår i släktet fingerhirser, och familjen gräs. Inga underarter finns listade i Catalogue of Life.